# Ogivalia elegans
Ogivalia elegans is een mosdiertjessoort, de plaatsing in een familie is nog onzeker. De wetenschappelijke naam van de soort is, als Vincularia elegans, voor het eerst geldig gepubliceerd in 1842 door d'Orbigny.